# Valeria Kafelnikov
 (février 2018).
Si vous disposez d'ouvrages ou d'articles de référence ou si vous connaissez des sites web de qualité traitant du thème abordé ici, merci de compléter l'article en donnant les références utiles à sa vérifiabilité et en les liant à la section « Notes et références ».
Pour les articles homonymes, voir Kafelnikov.
Valeria Kafelnikov (Valérie Kafelnikov, ou Kafelnikova Valeria Vladimirovna), née en 1979, est une harpiste franco-russe.

## Biographie
Fille de Vladimir Kafelnikov, qui fut soliste (trompette) de l'Orchestre philharmonique de Saint-Pétersbourg et qui devint par la suite soliste de l'Orchestre national Bordeaux Aquitaine, elle a commencé l'étude de la harpe et du piano à l’âge de 7 ans, au Conservatoire Rimski-Korsakov de Saint-Pétersbourg, avant de venir vivre en France avec son père. Son cousin, Evgeny Kafelnikov est un joueur de tennis célèbre.
En 1993, elle remporta le 1er Prix junior ex aequo au concours international de harpe Lily Laskine à Paris, et commença à jouer au sein de plusieurs orchestres européens. Ayant obtenu le prix de harpe au conservatoire national de région de Bordeaux en 1996, elle intégra la classe d’Isabelle Moretti au Conservatoire national supérieur de musique de Paris, où elle reçut le premier prix de harpe en 2001, avant de poursuivre ses études en cycle de perfectionnement avec Fabrice Pierre au Conservatoire national supérieur de musique de Lyon.
Lauréate de plusieurs concours internationaux, Valérie Kafelnikov joue très régulièrement au sein de l’Orchestre national du Capitole de Toulouse et de l’Orchestre philharmonique de Strasbourg.
Elle se produit également en soliste dans divers festivals, comme Musika ou le Festival des Arcs.
Également enseignante, Valeria Kafelnikov est professeur au conservatoire du 20e arrondissement de Paris ainsi qu'au Pôle supérieur de musique de Bordeaux.